# Джикия, Александр Ролланович
Алекса́ндр Ролла́нович Джи́кия (род. 4 июня 1963, Тбилиси) — российский художник. Член-корреспондент РАХ (2018).

## Биография и профессиональная деятельность
В 1985 году окончил Московский архитектурный институт (МТУСИ), живёт и работает в Москве.

Искусство Александра Джикии несёт в себе органику нашего времени — авторского присутствия в пространстве переживания и взгляд на это пространство со стороны, детское чувство абсолютного погружения в мир и жестокий анализ этого сомнительного мира, наполненного иллюзиями и виртуальностью. В этой позиции Александр Джикия обнаруживает традицию фундаментальных культур, в XX столетии принявших характер алогизма, странностей и абсурда. Поэтика Даниила Хармса, поэтика мизансцены в театре абсурда, где разрушены внешние связи и весь смысл обретается только в личной экзистенции, — эта поэтика естественно близка художнику…
Виталий Пацюков, Полный каталог 1982—2004. С. 41.

Критики отмечают литературность художественных произведений Джикии:

Я часто представлял, что можно было бы издать названия его рисунков в качестве отдельного поэтического сборника и получилась бы замечательная книжка, но потом я подумал, что неплохо было бы проиллюстрировать эту книжку его картинками. Однако это был бы уже не чисто поэтический сборник, хотя бывают ведь поэтические сборники с иллюстрациями… Так или иначе, искусство Джикии — это, прежде всего, поэзия, это — искусство рассказывания снов без их толкования. Ещё во всём этом огромное пространство скрытой архитектуры. Она выпирает отовсюду, но не очень заметно, так, что никого не смущает своим присутствием.
Александр Бродский. Полный каталог 1982—2006. С.10.

В 2013—2014 годах преподавал в Московском Архитектурном институте. С 2014 года преподаёт в Школе дизайна НИУ ВШЭ.
Является автором проекта арт-туалета «Сфинкс» в Музее архитектуры имени А. В. Щусева.

## Персональные выставки
- 1988 — Фотограммы. Редакция журнала «Студенческий Меридиан», Москва
- 1989 — Рисунки. Галерея «Юнион», Москва
- 1990 — Drawings. Galerie Kicken-Pauseback, Кёльн, Германия
- 1991 — Drawings 1988—1991. Galerie Karsten Koch, Киль, ФРГ; Рисунки. Галерея «Манеж», Москва
- 1992 — Групповой портрет в интерьере. Галерея «Риджина», Москва; Drawings. Rheinisches LandesMuseum, Бонн, Германия; Westöstlicher Divan. Stadtgalerie Saarbrücken, Саарбрюкен, Германия
- 1993 — Начало мира. Галерея М. Гельмана, Москва; Drawings 1988—1992. Galerie Karsten Koch, Киль, Германия
- 1995 — Drawings. Galerie Art 5-III Inge Herbert, Берлин; Drawings. Maya Polski Gallery, Чикаго, США
- 1996 — New Drawings. Galerie Ute Parduhn, Дюссельдорф, Германия;
- 1997 — Drawings from New York. Galerie Thomas Zander, Кёльн, Германия
- 1999 — Drawings, Paintings and Photographs. Galerie Thomas Zander, Кёльн, Германия
- 2000 — Рисунки из Анкары. Редакция журнала «Пинакотека», Москва
- 2001 — Drawings. Galerie Ute Parduhn, Дюссельдорф, Германия чё
- 2002 — George Grosz — Alexander Djikia. Galerie Thomas Zander, Кёльн, Германия; Studies from the Cretan Seals. Bilkent University, Анкара; В Греческом зале. Галерея «Улица О. Г.И.», Москва
- 2003 — Верхняя точка. Московский Дом фотографии, Москва
- 2006 — Новые работы. Галерея М.Гельмана, Москва; 10 лет спустя. Галерея «Paperworks», Москва; Ретроспекция. Центр дизайна «Artplay», Москва; New Prints. Handprint Workshop International, Александрия, США
- 2007 — Katharevousa. Helexpo, Афины; Rinascimento. Galleria Nina Lumer, Милан, Италия.
- 2009 — Стихиатрия. Московский поэтический клуб, Stella Art Foundation, Москва.
- 2009 — «Лабиринт или история Минотавра». Крокин галерея, Москва.
- 2010 — «Жесть». Крокин галерея, Москва.
- 2012 — «Лениниана». Крокин галерея, Москва.
- 2013 —"Кальки". Крокин галерея, Москва.
- 2014 —"Зоография". Крокин галерея, Москва.
- 2015 — «Махание зайцем». Крокин галерея, Москва.

Участник перформансов, представленных Московским поэтическим клубом на 53-й Венецианской Биеннале.

## Каталоги
Александр Джикия. Полный каталог 1982—2004. Студия А-Б. — М., 2006. — ISBN 5-900395-15-4.

## Собрания
- Московский музей современного искусства